# Idanha (Oregon)
Cette page contient des caractères spéciaux ou non latins. S’ils s’affichent mal (▯, ?, etc.), consultez la page d’aide Unicode.
Pour les articles homonymes, voir Idanha.
Idanha (en anglais : [ɪˈdænə]) est une ville américaine située dans l'État de l'Oregon, dans le comté de Linn et le comté de Marion.

## Démographie
Au recensement de 2010, sa population était de 134 hab dont 65 ménages et 34 familles résidentes. La densité de population était de 48,8 hab/km2
La répartition ethnique était de 92,67 % d'Euro-Américains et 7,33 % d'autres ascendances.
En 2000, le revenu moyen par habitant était de 12 405 dollars avec 17,1 % vivant sous le seuil de pauvreté.

## Source
- (en) Cet article est partiellement ou en totalité issu de l’article de Wikipédia en anglais intitulé « Idanha, Oregon » (voir la liste des auteurs).